# Blason des Pyrénées-Atlantiques
 (juillet 2008).
Si vous disposez d'ouvrages ou d'articles de référence ou si vous connaissez des sites web de qualité traitant du thème abordé ici, merci de compléter l'article en donnant les références utiles à sa vérifiabilité et en les liant à la section « Notes et références ».
Le blason des Pyrénées-Atlantiques est composé de ceux des anciennes provinces qui forment le département, le Béarn, la Soule, la Basse-Navarre et le Labourd.
Écartelé : au 1er de gueules aux chaînes d'or posées en orle, sautoir et croix, chargées en cœur d'une émeraude au naturel, au 2e d'or à deux vaches de gueules, accornées, onglées, colletées et clarinées d'azur, l'une au-dessus de l'autre, au 3e parti au I d'or au lion de gueules tenant dans sa dextre un dard posé en barre, au II d'azur à la fleur de lis d'or, au 4e de gueules au lion d'or.